# گای گاردنر (کمیک)
گای دارین گاردنر (به انگلیسی: Guy Darrin Gardner) یک شخصیت خیالی ابرقهرمان در کتاب‌های کامیک آمریکایی منتشر شده توسط دی‌سی کامیکس است که معمولاً در کتاب‌های خانوادهٔ گرین لنترن، و برای مدت زمان محدودی (اواخر دههٔ ۱۹۸۰ تا اواسط دهه ۱۹۹۰ میلادی) یکی از اعضای قابل توجه در میان شخصیت‌های خانوادهٔ لیگ عدالت بود. شخصیت گای گاردنر توسط نویسنده جان بروم و طراح گیل کین خلق شده است که برای اولین بار در شمارهٔ ۵۹ از دومین جلد مجموعه گرین لانترن (مارس ۱۹۶۸) حضور پیدا کرد. او اغلب به عنوان یکی از اعضای سازمان پلیسی بین کهکشانی سپاه گرین لانترن محسوب می‌شود.
گاردنر به‌طور قابل توجهی در رسانه‌های خارج از کمیک‌ها، عمدتاً در ارتباط با گرین لنترن، مورد اقتباس قرار گرفته است. جیمز آرنولد تیلور، دیدریک بیدر و تروی بیکر صداپیشگی این شخصیت را در آثار پویانمایی برعهده داشته‌اند. ماتیو ستل به ایفای نقش این شخصیت در قسمت آزمایشی لیگ عدالت آمریکا (۱۹۹۷) پرداخته است. ناتان فیلیون نقش گاردنر را در فیلم سوپرمن (۲۰۲۵) از دنیای دی‌سی ایفا کرد، نقشی که قرار است در فصل دوم از مجموعه تلویزیونی پیس‌میکر و همچنین لنترن‌ها تکرار کند.